# Wełnisz

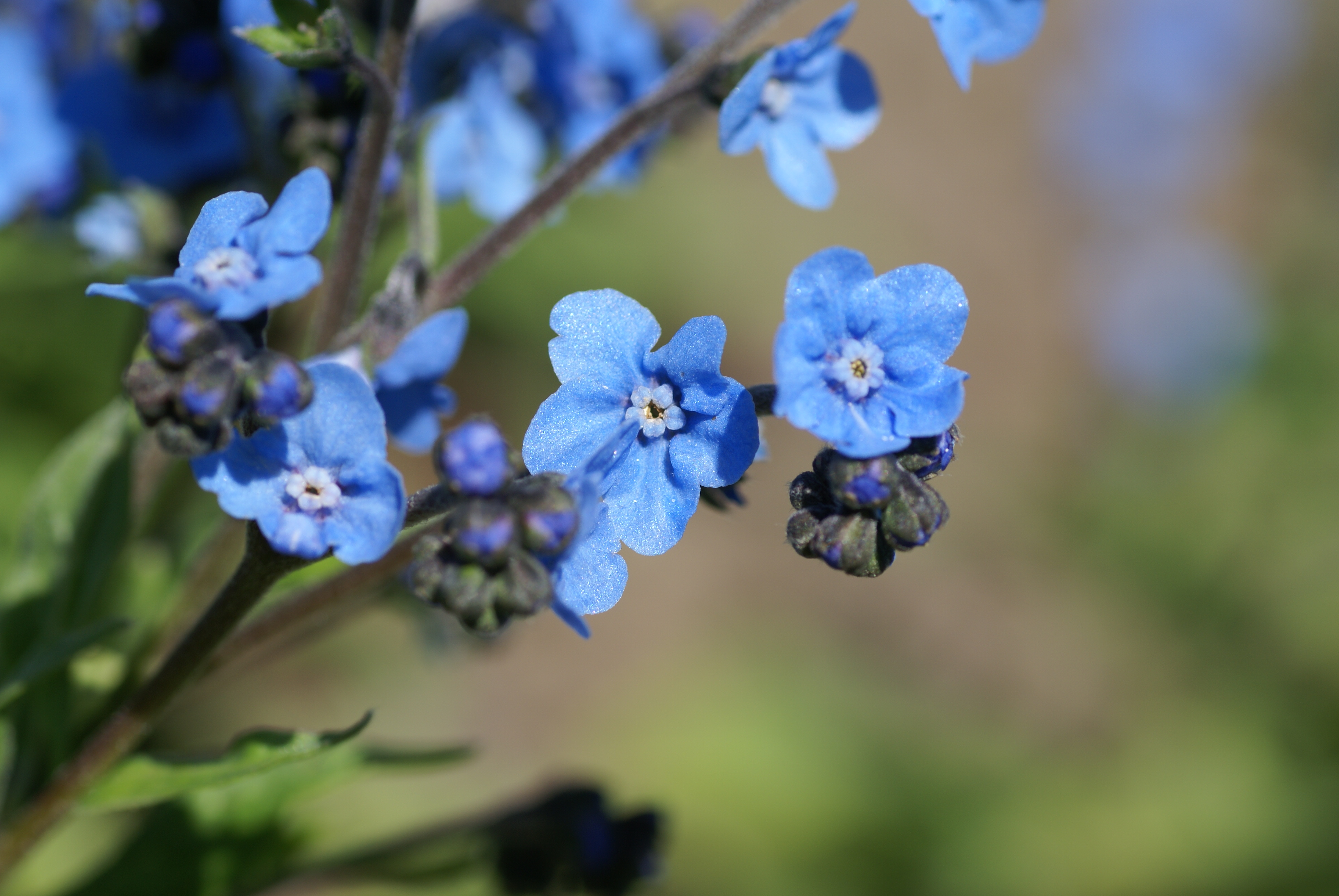
Eritrichium canum

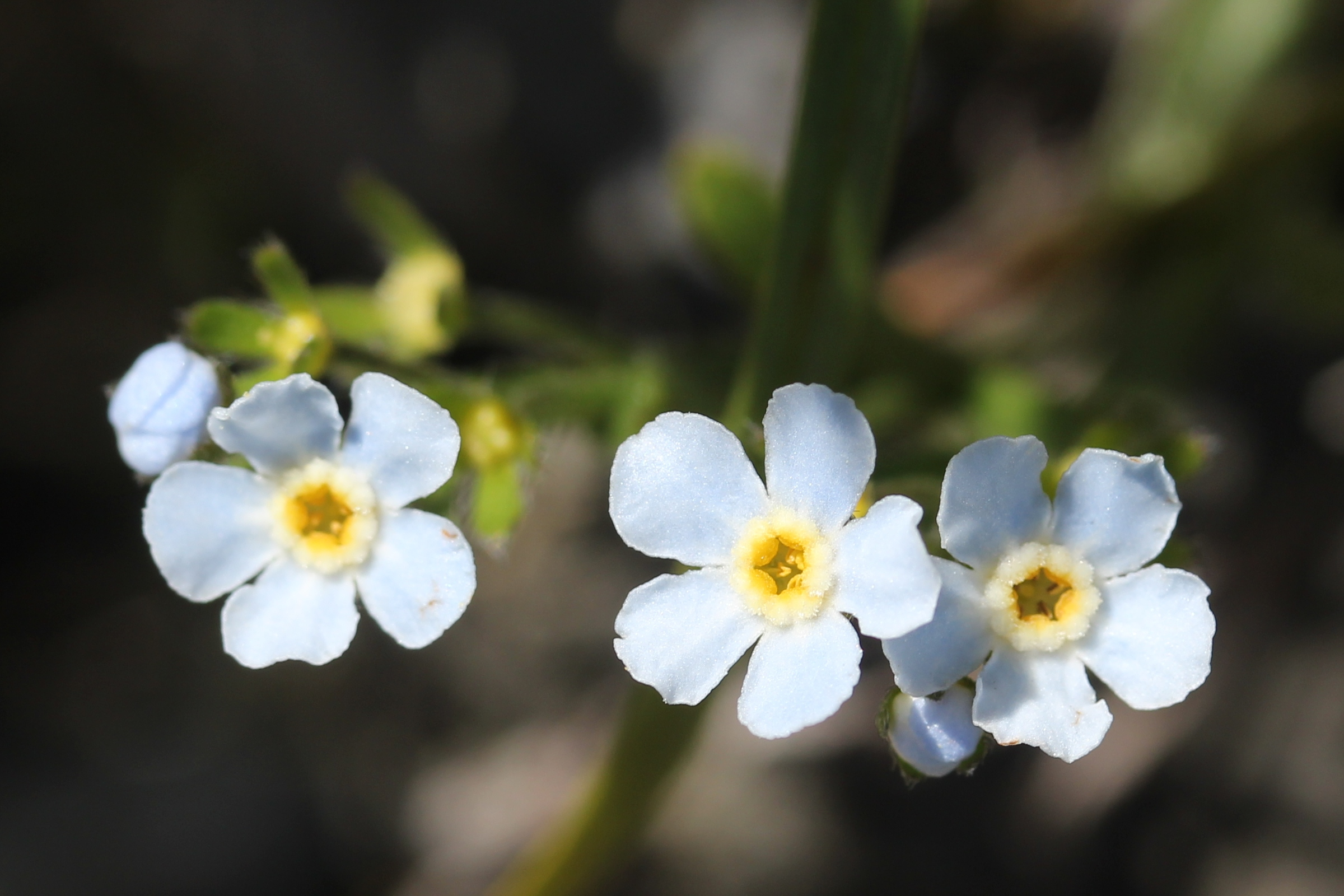
Eritrichium nipponicum

Wełnisz (Eritrichium) – rodzaj roślin należący do rodziny ogórecznikowatych (Boraginaceae). Obejmuje około 50 gatunków. Występują one na półkuli północnej w strefie klimatu umiarkowanego i w Arktyce, głównie w Azji (w Chinach 39 gatunków), poza tym w Ameryce Północnej i w Europie (dwa gatunki rosną w strefie podbiegunowej Rosji, jeden na Uralu, a wełnisz niski E. nanum we wschodnich i południowych Karpatach oraz w Alpach). Niektóre gatunki są uprawiane, zwłaszcza E. nanum w ogrodach skalnych.

## Morfologia
PokrójByliny i rośliny jednoroczne, szczeciniasto lub miękko owłosione, z włoskami przylegającymi.
LiścieSkrętoległe.
KwiatyZebrane na ogół w szczytowe wierzchotkowe kwiatostany, rzadko pojedyncze. Działki kielicha zrośnięte tylko u nasady, rozpostarte lub odgięte, powiększające się w czasie owocowania. Płatki korony zrośnięte u nasady w krótką rurkę z osklepkami (rzadko są nieobecne), poza tym tworzą szeroką, dzwonkowato-kołową koronę w kolorze niebieskim, jasnofioletowym lub jasnoróżowym, rzadko białym lub żółtawym. Pręciki krótkie, nie wystają z rurki korony, pylniki kulistawe. Zalążnia górna, czterokomorowa, z pojedynczą, krótką szyjką słupka.
OwoceRozłupnie rozpadające się na cztery rozłupki, na krawędziach czasem oskrzydlone, żebrowane lub kolczaste.

## Systematyka
Rodzaj należy do podplemienia Eritrichiinae, plemienia Rochelieae w podrodzinie Cynoglossoideae w obrębie rodziny ogórecznikowatych Boraginaceae.
Wykaz gatunków
- Eritrichium acaule W.W.Sm.
- Eritrichium acicularum Y.S.Lian & J.Q.Wang
- Eritrichium afghanicum Rech.f.
- Eritrichium aldanense Ovczinnikova
- Eritrichium alpinum Ovczinnikova
- Eritrichium aretioides (Cham.) A.DC.
- Eritrichium baicalense Popov ex Ovczinnikova
- Eritrichium borealisinense Kitag.
- Eritrichium caespitosum Ovcz.
- Eritrichium canum (Benth.) Kitam.
- Eritrichium caucasicum (Albov) Grossh.
- Eritrichium confertiflorum  W.T.Wang
- Eritrichium deltodentum Y.S.Lian & J.Q.Wang
- Eritrichium deqinense W.T.Wang
- Eritrichium dubium O.Fedtsch.
- Eritrichium echinocaryum (I.M.Johnst.) Y.S.Lian & J.Q.Wang
- Eritrichium fetisowii Regel
- Eritrichium gracillimum Rech.f.
- Eritrichium hemisphaericum  W.T.Wang
- Eritrichium heterocarpum Y.S.Lian & J.Q.Wang
- Eritrichium howardii (A.Gray) Rydb.
- Eritrichium humilis A. DC.
- Eritrichium humillimum W.T.Wang
- Eritrichium huzhuense X.F.Lu & G.R.Zheng
- Eritrichium incanum (Turcz.) A.DC.
- Eritrichium jacuticum Popov
- Eritrichium jenisseense Turcz. ex A.DC.
- Eritrichium kamelinii Ovczinnikova
- Eritrichium kangdingense W.T.Wang
- Eritrichium karavaevii Ovcz.
- Eritrichium kungejense Baitenov & Kudab.
- Eritrichium lasiocarpum W.T.Wang
- Eritrichium latifolium Kar. & Kir.
- Eritrichium laxum I.M.Johnst.
- Eritrichium longifolium Decne.
- Eritrichium longipes Y.S.Lian & J.Q.Wang
- Eritrichium mandshuricum Popov
- Eritrichium medicarpum Y.S.Lian & J.Q.Wang
- Eritrichium mertonii Riedl
- Eritrichium minimum (Brand) H.Hara
- Eritrichium nanum (L.) Schrad. ex Gaudin – wełnisz niski[9]
- Eritrichium nipponicum Makino
- Eritrichium ochotense Jurtzev & A.P.Khokhr.
- Eritrichium oligocanthum Y.S.Lian & J.Q.Wang
- Eritrichium pamiricum B.Fedtsch. ex O.Fedtsch.
- Eritrichium pauciflorum (Ledeb.) A.DC.
- Eritrichium pectinatociliatum  Y.S.Lian & J.Q.Wang
- Eritrichium pectinatum (Pall.) A.DC.
- Eritrichium pendulifructum  Y.S.Lian & J.Q.Wang
- Eritrichium petiolare W.T.Wang
- Eritrichium pseudolatifolium Popov
- Eritrichium pseudostrictum  Popov
- Eritrichium putoranicum Ovcz.
- Eritrichium qofengense Y.S.Lian & J.Q.Wang
- Eritrichium relictum Kudab.
- Eritrichium sajanense (Malyschev) Sipliv.
- Eritrichium serxuense W.T.Wang
- Eritrichium sessilifructum  Y.S.Lian & J.Q.Wang
- Eritrichium sichotense Popov
- Eritrichium sinomicrocarpum W.T.Wang
- Eritrichium splendens Kearney ex W.Wight
- Eritrichium subjacquemonti i Popov
- Eritrichium tangkulaense W.T.Wang
- Eritrichium thomsonii (C.B.Clarke) I.M.Johnst.
- Eritrichium thymifolium (DC.) Y.S.Lian & J.Q.Wang
- Eritrichium tianschanicum Iljin ex Ovczinnikova
- Eritrichium tschuktschorum  Yurtsev & V.V.Petrovsky
- Eritrichium tuvinense Popov
- Eritrichium uralense Serg.
- Eritrichium villosum (Ledeb.) Bunge